# Great Lumley
Great Lumley är en by och en civil parish i kommunen Durham i England. Orten har 3 684 invånare (2011).